# NBC Universal Global Networks France
 (juillet 2025).
Si vous disposez d'ouvrages ou d'articles de référence ou si vous connaissez des sites web de qualité traitant du thème abordé ici, merci de compléter l'article en donnant les références utiles à sa vérifiabilité et en les liant à la section « Notes et références ».
NBC Universal Global Networks France est la branche française du groupe NBC Universal. En France, le groupe possède quatre chaînes thématiques payantes avec 13e rue, SYFY France, E! et DreamWorks disponibles sur SFR TV, Bouygues Telecom, Prime Video, Molotov TV, Free et Orange TV, via l'option Universal+.

## Histoire
Le 17 octobre 2022 NBC Universal France annonce l'arrivée d'une nouvelle offre de divertissement nommée Universal+. Le 17 novembre 2022,  est disponible sur SFR TV, puis le 6 décembre 2022 sur Prime Video Channels, puis sur Bbox TV le 8 décembre 2022, le 18 octobre 2023 sur Molotov TV, le 30 janvier 2024 sur Free. La chaîne E! est disponible sur Orange depuis le 10 avril 2025. Les autres chaînes Universal+ : 13ème RUE, SYFY et DreamWorks seront lancées le 6 juin sur Orange. 

## Chaînes de télévision
| Logo | Nom        | Date de création  |
| ---- | ---------- | ----------------- |
|      | 13ème rue  | 13 novembre 1997  |
|      | E!         | 12 septembre 2004 |
|      | Syfy       | 2 décembre 2005   |
|      | DreamWorks | 17 novembre 2022  |

Chaîne périodique

## Site officiel
- Site officiel Universal+